# Amilcare Trevisani
Amilcare Trevisani (San Mauro Pascoli, 2 dicembre 1920 – ...) è stato un calciatore italiano, di ruolo attaccante.

## Carriera
Ala destra, gioca in Serie C per tre anni con il Rimini e nel 1942 debutta in Serie B con l'Anconitana, segnando 11 reti in 28 gare.
Dopo aver disputato il Campionato Alta Italia 1944 con la maglia del Cesena, nel dopoguerra torna all'Anconitana, disputando la Serie A-B mista Centro-Sud nel campionato di Divisione Nazionale 1945-1946 e successivamente altri due campionati di Serie B, prima di terminare la carriera nel 1949.